# ماريوبوليس
ماريوبوليس بلدية في ولاية بارانا في المنطقة الجنوبية من البرازيل.